# Amata nigrobasalis
Amata nigrobasalis är en fjärilsart som beskrevs av Rothschild 1910. Amata nigrobasalis ingår i släktet Amata och familjen björnspinnare. Inga underarter finns listade i Catalogue of Life.